# Ed Hunter
 (décembre 2018).
Si vous disposez d'ouvrages ou d'articles de référence ou si vous connaissez des sites web de qualité traitant du thème abordé ici, merci de compléter l'article en donnant les références utiles à sa vérifiabilité et en les liant à la section « Notes et références ».
Ed Hunter est un jeu vidéo de tir à la première personne sorti en 1999, et fourni avec une compilation de 20 titres du groupe Iron Maiden. Il a été développé par Synthetic Dimensions puis publié par EMI.

## Système de jeu
L'objectif du jeu est de sauver la mascotte Eddie d'une prison tout en passant dans des décors évocateurs de chansons. La musique du groupe sert d'ambiance sonore. Le jeu se passe sur plusieurs niveaux, s'engageant dans une rue, puis dans un hôpital psychiatrique, puis aux enfers, et divers endroits variés. Le principe du jeu est simple il suffit de tirer sur les ennemis apparaissant tout au long du niveau pour continuer.